# تاكيشي هيداكا
تاكيشي هيداكا (باليابانية: 日高剛؛ بالكانا: ひだか たけし) هو لاعب كرة قاعدة ياباني، ولد في 15 أغسطس 1977 في كوكوراكيتا-كو في اليابان.

## وصلات خارجية
- تاكيشي هيداكا على موقع الدوري الياباني لكرة القاعدة (الإنجليزية)
- تاكيشي هيداكا على موقعبيزبول رفرنس.كوم (الدوري الثانوي) (الإنجليزية)